# Hayedeh Safiyari
Hayedeh Safiyari  (persa: هایده صفی‌یاری; Gorgan, Iran, 27 de juny de 1959) és una editora i muntadora de cinema iraniana i membre de l'Acadèmia de les Arts i les Ciències Cinematogràfiques.

## Carrera
Es va graduar en Art Cinema per una reputada universitat de l'Iran i va decidir continuar la seva carrera professional en el muntatge de pel·lícules. Immediatament després de graduar-se de la universitat, va ser reclutada a la televisió nacional iraniana. La majoria de les edicions que ha dut a terme són per a cineastes de renom internacional com Asghar Farhadi, Bahram Beyzai, Bahman Ghobadi, Rakhshan Banietemad, Reza Dormishian, Alireza Raeesian, Shahram Alidi, i Pooran Derakhshande.
És coneguda sobretot per les seves llargues col·laboracions amb el director iranià Asghar Farhadi, incloses les guanyadores de l'Oscar Nader i Simin, una separació i Forushande. Ha rebut diversos premis: el Crystal Simorgh, l'Estàtua de la Casa del Cinema, el Premi de Cinema Asiàtic, el festival de cinema Fajr,de l'Associació de Crítics i Escriptors de l'Iran i nominada a lrd Medalles del Cercle d'Escriptors Cinematogràfics de 2018 i als Premis Goya.
Va estendre la seva tasca professional a molts països, inclosos EUA, França, Espanya, Itàlia, Suècia i Turquia. Ha editat més de 80 llargmetratges de ficció i diversos documentals al llarg de trenta anys. La majoria d'aquestes pel·lícules han estat seleccionades i nominades per molts festivals de cinema de tot el món com el Festival Internacional de Cinema de Berlín, la Mostra Internacional de Cinema de Venècia, el Globus d'Or i el Festival Internacional de Cinema de Locarno.

## Filmografia
- Tamaroz
- Todos lo saben
- Forushande
- Nader i Simin, una separació
- Dar bāre-ye Elly
- Čahâr-šanbe Suri
- Gomgashtei dar Aragh
- Lantouri
- Asabani Nistam!
- Hiss! Dokhtarha Faryad Nemizanand
- Boqz
- Paziraie sadeh
- Sirta la gal ba
- Dayere Zangi
- Kûsî Jî Dikarin Bifirin
- Ertefa'e Past
- Rooban-e ghermez
- Ajans-E Shisheh-I